# ديفيد جاكسون (ملاكم)
ديفيد جاكسون (بالإنجليزية: David Jackson)‏ (29 مارس 1976 بسياتل في الولايات المتحدة - ) هو ملاكم أمريكي، صنّف ضمن فئة وزن الخفيف. شارك في الألعاب الأولمبية الصيفية 2000.

## وصلات خارجية
- ديفيد جاكسون على موقع أوليمبيديا (الإنجليزية)